# Ojinaga
Ojinaga là một đô thị thuộc bang Chihuahua, México. Năm 2005, dân số của đô thị này là 21157 người.